# انتشارات فنی ایران
انتشارات فنی ایران یکی از شرکت‌های انتشار کتاب در ایران است که در سال ۱۳۶۰ تأسیس شد. این انتشارات، برنده جایزه ملی محیط زیست و ناشر برگزیده چهار دوره جشنواره رشد بوده‌است.